# Wim Peetoom
Wim Peetoom (Dordrecht) is een Nederlands voormalig korfballer en korfbalcoach. Hij werd als speler bij Deetos 1 maal landskampioen, in 1980. Hij werd in 1982 uitgeroepen tot Korfballer van het Jaar. Peetoom had de bijnaam IJzeren Wim gekregen, vanwege zijn onverstoorbare spel en koelbloedigheid bij het nemen van strafworpen.
Peetoom speelde ook in het Nederlands korfbalteam en werd na zijn carrière als speler hoofdcoach bij verschillende clubs.

## Speler
Peetoom begon met korfbal bij De Regenboog uit Dordrecht. Ondertussen is deze vereniging opgegaan in KC Dordrecht, welke in 2018 is opgegaan in Deetos.
Peetoom speelde t/m zijn 16e bij De Regenboog om daarna over te stappen naar het grotere Deetos.
In seizoen 1979-1980 speelde Peetoom zijn eerste zaalfinale met Deetos. De tegenstander was PKC, de grote rivaal van Deetos.
Deze finale was bloedstollend en ging gelijk op. Uiteindelijk werd het 15-15 en moest de finale eindigen met strafworpen. Ondertussen was Peetom uitgevallen met kramp, maar Deetos won de strafworpenserie.
Dit was de eerste zaaltitel van de club in de clubgeschiedenis.
In het seizoen daarop, 1980-1981 stond Deetos wederom in de zaalfinale. Dit maal was de tegenstander Allen Weerbaar. Peetoom en Deetos verloren deze finale nipt met 10-9.
Wel werd Peetoom dat jaar uitgeroepen tot Sportman van Dordrecht.
In seizoen 1981-1982 lukte het Peetoom en Deetos wederom om de zaalfinale te halen. Dit maal was DOS'46 de tegenstander. Uiteindelijk verloor Deetos deze finale met 10-8.
Peetoom werd wel verkozen tot Korfballer van het Jaar, een prijs die net in 1981 geïntroduceerd was. Hij was de tweede speler die deze prijs mocht ontvangen.
In seizoen 1982-1983 stond Deetos voor de 4e jaar achter elkaar in de zaalfinale. In deze 4e finale trof Deetos weer een nieuwe tegenstander, namelijk het Delftse Fortuna. Namens Deetos scoorde Erik Wolsink 4 goals en Peetoom maakte er 2, maar dit was niet genoeg. Uiteindelijk werd Fortuna kampioen door met 14-10 te winnen.

## Erelijst als Speler
- Nederlands kampioen zaalkorfbal, 1x (1980)
- Sportman van Dordrecht, 1x (1981)
- Korfballer van het Jaar, 1x (1982)

## Oranje
Peetoom speelde 5 officiële interlands namens het Nederlands korfbalteam. Van deze 5 caps speelde hij er 3 op het veld en 2 in de zaal.
Peetoom debuteerde in 1977 in het grote Oranje, hij speelde eerder voor Jong Oranje.

## Coach
Na zijn carrière als speler werd Peetoom coach. Zijn eerste klus als coach was bij Vitesse (Barendrecht). Daar was hij t/m 1991 coach.
In 1991 werd hij gevraagd door zijn eigen club Deetos om de nieuwe coach te worden. Vertrekkend coach Anton Mulders had van Deetos in 1991 na lange tijd wachten de zaalkampioen van Nederland gemaakt. Peetoom kreeg de schone taak om de club kampioen te laten blijven en om de Europacup binnen te halen.
In januari 1992 speelde Deetos de Europacup. Deetos stond in de finale tegen het Belgische Catba, dat Deetos bestreed met harde fysieke duels. De wedstrijd verliep chaotisch, wat uiteindelijk resulteerde in een gele kaart voor Deetos speler Gert-Jan Kraaijeveld en zelfs een rode kaart voor Peetoom. Peetoom moest de rest van de wedstrijd vanaf de tribune bekijken. Na reguliere speeltijd stond het 13-13 en na de verlenging eindigde de wedstrijd in 18-18. De wedstrijd werd beslist door middel van strafworpen en hier verloor Deetos.
Ondanks deze tegenvaller stond Deetos in de lente weer in de zaalfinale. Deetos speelde tegen AKC Blauw-Wit en won met 12-10, waardoor Deetos voor het 2e jaar op rij zaalkampioen werd.
Het tweede seizoen als coach bij Deetos (1992-1993) duurde niet lang. Nog voor oudjaar 1992 vertrok Peetoom als coach vanwege ruzie met de club en spelersgroep. John Boogers, de man met wie Peetoom zelf 10 jaar lang in Deetos 1 speelde werd de interim coach van Deetos. Het zou hem lukken om van Deetos in 1993 weer zaalkampioen te maken.
In 1996 werd Peetoom de nieuwe hoofdcoach bij PKC, de eeuwige rivaal van Deetos. Hij verving Jan de Jager die het zelf lastig had met de spelersgroep, zoals Erik Simons. Het avontuur van Peetoom als coach van PKC duurde ook niet lang. Op 4 februari 1997 trok hij zich terug als hoofdcoach. Zoals Peetoom zelf zou vertellen, was er vanaf het begin nooit een klik met de spelersgroep en werd het lastig toen hij publiekelijk kritiek kreeg van de spelers. In februari 1997 nam Peter van Drimmelen het stokje over en werd interim coach van PKC. Uiteindelijk werd PKC wel zaalkampioen dat jaar.
In 1997 werd Peetoom aangesteld als de hoofdcoach van Deetos A1. Hij haalde met het team in 1998 de zaalfinale in Ahoy. Deetos won en werd Nederlands zaalkampioen in de A-jeugd.
In seizoen 2006-2007 speelde Deetos 1 in de prestigieuze Korfbal League, maar de club had het lastig. 
In februari 2007 stond Deetos onderaan met 3 punten uit 12 gespeelde wedstrijden. De club greep in en ontsloeg coach Gert-Jan Kraaijeveld. Aan Wim Peetoom werd gevraagd om als interim coach de club te handhaven in de league. Peetoom wist het tij te keren en Deetos eindigde zelfs op de 7e plek in de competitie. Handhaving in de Korfbal League was een feit. Peetoom had de klus geklaard en werd als coach vervangen door Hans Leeuwenhoek.
In seizoen 2009-2010 deed Deetos weer een beroep op Peetoom. Peetoom was assistent coach onder Hans Leeuwenhoek en de club had het wederom zwaar in de Korfbal League. In februari 2010 stapte Leeuwenhoek op en schoof Peetoom interim door als hoofdcoach. Peetoom kon echter directe degradatie niet vermijden en Deetos degradeerde met 7 punten uit 18 duels. Riko Kruit werd bij Deetos aangesteld als nieuwe hoofdcoach die Deetos weer terug in de league moest brengen.
In 2013 werd Peetoom binnengehaald als nieuwe hoofdcoach van KCC A1. De ploeg uit Capelle aan den IJssel wilde op verschillende niveaus hogerop en de club wilde met het eerste team naar de Korfbal League promoveren. De club wilde ook een sterke doorstroom uit de A jeugd en trok daarom Peetoom aan. Ook dit avontuur duurde niet lang. Na slechts 3 duels stopte Peetoom met deze job.

## Erelijst als Coach
- Nederlands kampioen zaalkorfbal, 1x (1992)
- Nederlands kampioen zaalkorfbal A1, 1x (1998)